# Día del Silencio
El Día del Silencio es un día de acción anual organizado por GLSEN, una organización por los derechos LGBT+ para crear conciencia sobre los efectos del acoso y la intimidación de estudiantes lesbianas, gays, bisexuales, transgénero, queer y en cuestionamiento (pertenecientes al colectivo LGBTQ). En Estados Unidos, los estudiantes hacen voto de silencio durante un día para representar simbólicamente el silenciamiento de los estudiantes LGBTQ.
El Día del Silencio se celebra cada año en abril desde 1996. Desde 2011, el evento tiene lugar el segundo viernes de abril, excepto en 2018 (27 de abril),2020 (24 de abril),2021 (23 de abril), y 2022 (22 de abril).

## Organización
El Día del Silencio está organizado por GLSEN. Es un evento en el que se anima a los estudiantes a obtener el permiso de su escuela antes de organizar el evento.
Según GLSEN, más de 8.000 estudiantes participaron en el Día del Silencio de 2008 en escuelas de todo el país.

## Historia
El primer evento tuvo lugar en la Universidad de Virginia en 1996.Fue creado por Maria Pulzetti y Jessie Gilliam, en aquel momento estudiantes. Pulzetti explicó: "Quería hacer algo para la semana de concienciación BGLAD que tuviera un impacto en muchas personas en la escuela y que fuera muy visible... Sabía que si organizábamos paneles de discusión y eventos de este tipo, las únicas personas que asistirían serían aquellas que ya están lo suficientemente concienciadas."
En 1997, el Día del Silencio se hizo nacional, y contó con la participación de casi 100 colegios y universidades.
En 2002, las compañeras de clase de Pulzetti, Jessie Gilliam y Chloe Palenchar, y Chris Tuttle, en aquel momento Organizador Estudiantil Nacional de GLSEN, Chris Tuttle, desarrollaron la propuesta para que el día se convirtiera en un proyecto oficial de GLSEN. GLSEN formó su primer "equipo de liderazgo estudiantil" como parte del Día del Silencio.
En 2008, el Día del Silencio se celebró en memoria de Lawrence "Larry" King, un estudiante de octavo grado de la E.O. Green Middle Schools que falleció tras recibir un disparo de su compañero Brandon McInerney.
En los últimos años, más de 10.000 participantes han registrado su participación en GLSEN cada año. Estos participantes asisten a escuelas de primaria, secundaria, colegios y universidades. Los participantes son estudiantes de los 50 estados de EE. UU., así como estudiantes de todo el mundo, incluidos Nueva Zelanda, Singapur y Rusia.
En 2005, la Alliance Defending Freedom (del inglés, "Alianza en Defensa de la Libertad") empezó a organizar una contraprotesta anual llamada Día de la Verdad. "Eventos como estos en realidad terminan promoviendo la homosexualidad en las escuelas públicas, y eso lo que hace es crear un clima hostil para los estudiantes de la fe", dijo Candi Cushman, analista educativa de Enfoque a la Familia. Los participantes del Día de la Verdad llevan una tarjeta que dice: "la verdadera tolerancia implica que personas con puntos de vista diferentes, incluso opuestos, pueden intercambiar ideas libremente y escucharse respetuosamente unos a otros. Es hora de entablar una conversación honesta sobre la homosexualidad. Eres libre de cambiar si lo deseas. Hablemos."
Otras organizaciones sociales conservadoras,incluidas la American Family Association, Concerned Women for America, Mission America, Coalición por los Valores Tradicionales, Americans for Truth y Liberty Counsel, se opusieron al Día del Silencio en 2008 formando una coalición que instaba a los padres a mantener a sus hijos en casa durante el Día del Silencio en caso de lo llevaran a cabo estudiantes en su centro de estudios. El reverendo Ken Hutcherson, el principal apoyo de las faltas escolares dijo: "Queremos educación, no adoctrinamiento."
En abril de 2010, en oposición al Día del Silencio, varios estudiantes de la escuela secundaria Laingsburg en Laingsburg, Michigan, llevaron camisetas que decían "Straight Pride" (del inglés, "Orgullo Hetero") con una referencia a 20:13 en la espalda de la camiseta. Ese versículo de la Biblia se refiere al comportamiento homosexual como una abominación y prescribe la muerte como castigo por ello. La misma protesta, que se organizó en un grupo de Facebook, también tuvo lugar en los distritos escolares de St. Johns y Bath.
El 6 de octubre de 2010, CNN informó que Exodus International, que promueve "la libertad de la homosexualidad a través de Jesucristo", no apoyaría el Día de la Verdad anual de 2011 como lo había hecho la organización en 2010. El presidente Alan Chambers declaró: "Toda la atención respecto al acoso que sufren los estudiantes nos ha ayudado a darnos cuenta de que necesitamos equipar a los niños para que vivan la tolerancia y la gracia bíblicas tratando a sus vecinos como les gustaría que los trataran a ellos, estén de acuerdo con ellos o no".
En 2011, Enfoque a la Familia adquirió el “Día de la Verdad” y lo renombró a “Día del Diálogo”. En 2012, el sitio web del Día del Diálogo decía: "Ahora cuenta con un nuevo nombre, manteniendo el mismo objetivo que siempre ha tenido desde su fundación: fomentar una conversación honesta y respetuosa entre los estudiantes sobre el diseño de Dios de la sexualidad."